# Адміністративний устрій Теофіпольського району
Адміністративний устрій Теофіпольського району — адміністративно-територіальний поділ Теофіпольського району Хмельницької області на 2 селищні та 22 сільські ради, які об'єднують 55 населених пунктів та підпорядковані Теофіпольській районній раді. Адміністративний центр — смт Теофіполь.

## Список радТеофіпольського району
| №  | Назва                           | Центр              | Населені пункти                                               | Площа км² | Місце за площею | Населення (2001), чол. | Місце за населенням |
| -- | ------------------------------- | ------------------ | ------------------------------------------------------------- | --------- | --------------- | ---------------------- | ------------------- |
| 1  | Базалійська селищна рада        | смт Базалія        | смт Базалія                                                   | 31,044    |                 | 2101                   | 4                   |
| 2  | Теофіпольська селищна рада      | смт Теофіполь      | смт Теофіполь                                                 | 20,284    |                 | 7026                   | 1                   |
| 3  | Бережинецька сільська рада      | с. Бережинці       | с. Бережинці с. Рідка                                         | 1,916     |                 | 547                    | 23                  |
| 4  | Борщівська сільська рада        | с. Борщівка        | с. Борщівка с. Василівка                                      | 18,709    |                 | 443                    | 24                  |
| 5  | Великолазучинська сільська рада | с. Великий Лазучин | с. Великий Лазучин с. Малий Лазучин                           | 32,359    |                 | 585                    | 22                  |
| 6  | Волицька сільська рада          | с. Волиця          | с. Волиця                                                     | 25,643    |                 | 831                    | 14                  |
| 7  | Волиця-Польова сільська рада    | с. Волиця-Польова  | с. Волиця-Польова                                             | 23,627    |                 | 830                    | 15                  |
| 8  | Воронівецька сільська рада      | с. Воронівці       | с. Воронівці с. Немиринці                                     | 20,049    |                 | 817                    | 16                  |
| 9  | Гаврилівська сільська рада      | с. Гаврилівка      | с. Гаврилівка с. Караїна с. Підліски с. Медисівка             | 34,881    |                 | 1257                   | 6                   |
| 10 | Гальчинецька сільська рада      | с. Гальчинці       | с. Гальчинці с. Єлизаветпіль с. Новоіванівка с. Червоний Случ | 45,205    |                 | 1251                   | 7                   |
| 11 | Ільковецька сільська рада       | с. Ільківці        | с. Ільківці с. Колісець                                       | 20,235    |                 | 847                    | 12                  |
| 12 | Карабіївська сільська рада      | с. Карабіївка      | с. Карабіївка с. Котюржинці                                   | 36,745    |                 | 590                    | 21                  |
| 13 | Кунчанська сільська рада        | с. Кунча           | с. Кунча с. Дмитрівка                                         | 25,661    |                 | 1033                   | 10                  |
| 14 | Лідихівська сільська рада       | с. Лідихівка       | с. Лідихівка с. Заруддя с. Строки с. Троянівка                | 34,824    |                 | 1216                   | 9                   |
| 15 | Михиринецька сільська рада      | с. Михиринці       | с. Михиринці с. Малі Жеребки                                  | 26,185    |                 | 644                    | 19                  |
| 16 | Михнівська сільська рада        | с. Михнівка        | с. Михнівка                                                   | 1,495     |                 | 723                    | 18                  |
| 17 | Новоставецька сільська рада     | с. Новоставці      | с. Новоставці с. Коров'є с. Кривовілька                       | 40,524    |                 | 2128                   | 3                   |
| 18 | Олійницька сільська рада        | с. Олійники        | с. Олійники с. Колки с. Майдан-Петрівський                    | 30,014    |                 | 751                    | 17                  |
| 19 | Ординецька сільська рада        | с. Ординці         | с. Ординці с. Лютарівка с. Червоне                            | 25,216    |                 | 846                    | 13                  |
| 20 | Поляхівська сільська рада       | с. Поляхова        | с. Поляхова с. Кузьминці с. Романів                           | 67,795    |                 | 1743                   | 5                   |
| 21 | Святецька сільська рада         | с. Святець         | с. Святець с. Лисогірка с. Мар'янівка                         |           |                 | 3306                   | 2                   |
| 22 | Турівська сільська рада         | с. Турівка         | с. Турівка с. Червона Дубина                                  | 17,917    |                 | 630                    | 20                  |
| 23 | Човгузівська сільська рада      | с. Човгузів        | с. Човгузів с. Антонівка с. Вовківці                          | 30,879    |                 | 879                    | 11                  |
| 24 | Шибенська сільська рада         | с. Шибена          | с. Шибена с. Гаївка                                           | 38,331    |                 | 1223                   | 8                   |

* Примітки: м. — місто, с-ще — селище, смт — селище міського типу, с. — село